# Brian J. Smith
Pour les articles homonymes, voir Smith.
Brian Jacob Smith est un acteur américain, né le 12 octobre 1981 à Dallas au Texas. Il est notamment connu pour avoir tenu le rôle du lieutenant Matthew Scott dans la série Stargate Universe et Will Gorski, dans Sense8.

## Biographie

### Jeunesse
Brian J. Smith est né à Dallas au Texas. Il fait ses études au Collin County Community College à Plano. Il a ensuite déménagé à New York pour entrer à la Juilliard School pour y suivre un programme en quatre ans en Arts Dramatiques (Promotion 2003–2007), où l'une de ses camarades de classe était Nicole Beharie. Il y obtient son Bachelor of Fine Arts, l’équivalent en France d'une Licence en Arts Plastiques.

### Carrière
En 2005, Brian J. Smith joue Trey, un jeune homme gay faisant face à l'intolérance du fils d'un prêtre fondamentaliste, dans Hate Crime, un film indépendant présenté à plusieurs festivals de films gays et lesbiens à travers les États-Unis. Smith a aussi joué d'autres rôles dans deux autres films indépendants, Red Hook et The War Boys.
En 2008, il apparaît au Broadway Theatre où il joue Come Back, Little Sheba dans le rôle de Turk. Il a ensuite été casté en 2009 pour le rôle du Lieutenant Matthew Scott, un rôle principal dans la série télévisée Stargate Universe.
Plus récemment, il a été vu dans la série Gossip Girl de la chaîne CW, ainsi que dans le film original Red Faction: Origins de la chaine SyFy. En avril 2012, il a commencé à jouer Andrei dans le spectacle de Broadway, The Columnist, qui s'est terminé en juillet 2012. Ses prochains projets incluent la mini-série Coma du producteur Tony Scott ainsi que Warehouse 13 pour SyFy. Il fait aussi une apparition spéciale dans la série gagnante d'un Emmy Award, New York, police judiciaire.
En 2015, il rejoint la série Sense8, écrite par les Wachowski et Joseph Michael Straczynski, dans laquelle il interprète le rôle de Will Gorski, l'un des huit personnages centraux.

### Vie privée
Le 7 novembre 2019, Brian J. Smith fait son coming-out dans une interview pour le magazine Attitude,

## Filmographie

### Films
- 2005 : Hate Crime (en) de Tommy Stovall : Trey McCoy
- 2009 : The War Boys de Ronald Daniels : George
- 2009 : Red Hook de Elizabeth Lucas : Chappy
- 2016 : The Passing Season de Gabriel Long : Sam
- 2016 : 22 Chaser de Rafal Sokolowski : Ben
- 2021 : Matrix Resurrections de Lana Wachowski : Berg

### Téléfilms
- 2011 : Red Faction: Origins de Michael Nankin : Jake Mason

### Séries télévisées
- 2004 : Stargate Atlantis : Soldat  (saison 1, épisode 10 : En pleine tempête (1/2))
- 2009 : New York, police judiciaire : Derek Sherman (saison 19, épisode 13 : Les Justiciers)
- 2009-2010 : SGU Stargate Universe Kino : Lieutenant Matthew Scott (10 épisodes)
- 2009-2011 : Stargate Universe : Lieutenant Matthew Scott (40 épisodes)
- 2010 : Hercule Poirot : Hector MacQueen (épisode Le Crime de l'Orient-Express)
- 2011 : Gossip Girl : Max Harding (6 épisodes)
- 2012 : Warehouse 13 : Jesse Ashton (saison 4, épisode 3 : Personal Effects)
- 2012 : Coma : Paul Carpin (2 épisodes)
- 2012 : The Good Wife : Ricky (saison 4, épisode 6 : The Art of War)
- 2012 : Person of Interest : Shayn (saison 2, épisode 10 : Shadow Box)
- 2013 : Blue Bloods : Robert Carter (saison 3, épisode 21 : Devil's Breath)
- 2013 : Defiance : le commandant G. Mc Clintock (saison 1, épisode 9 : D'une autre époque)
- 2013 : Unforgettable : John Curtis (saison 2, épisode 5 : Passé sous silence)
- 2015-2018 : Sense8 : Will Gorski (24 épisodes)
- 2015 : Quantico : Eric Packer (saison 1, épisode 1 : Run)
- 2018 : L.A. Confidential : Edmund "Ed" Exley	(pilot non retenue)
- 2019 : Treadstone : Doug McKenna
- 2019 : World on Fire : Webster O'Connor (mini-série, 7 épisodes)
- 2023 : Essex County : Ken  (mini-série, 5 épisodes)
- 2023 : Class of '09 : Daniel Lennix  (mini-série, 8 épisodes)

### Doublage
- 2014 : Watch Dogs (jeu vidéo) : Gary « Rabbit » Diggs (voix)

## Théâtre
- 2008 : Come Back, Little Sheba de William Inge : Turk (au Manhattan Theatre Club)
- 2008 : Good Boys and True : Brandon (au Second Stage Theater)
- 2008 : Three Changes : Gordon (au Playwrights Horizons)
- 2012 : The Columnist : Andrei (au Manhattan Theatre Club)
- 2013 : La Ménagerie de verre (The Glass Menagerie) de Tennessee Williams : le galant (au American Repertory Theater)
- 2013 : La Ménagerie de verre (The Glass Menagerie) de Tennessee Williams : le galant (au Booth Theatre)
- 2017 : La Ménagerie de verre (The Glass Menagerie) de Tennessee Williams : le galant (au Théâtre de Duke of York)
- 2017 : Sweet Bird of Youth de Tennessee Williams : le galant (au Chichester Festival Theatre)